# Lúka pod Lazom
Lúka pod Lazom este o arie protejată (arie specială de conservare — SAC, sit de importanță comunitară — SCI) din Slovacia întinsă pe o suprafață de 7,24 ha, integral pe uscat.

## Localizare
Centrul sitului Lúka pod Lazom este situat la coordonatele 48°41′21″N 19°58′10″E / 48.689092°N 19.9694°E.

## Înființare
Situl Lúka pod Lazom a fost declarat sit de importanță comunitară în decembrie 2021.

## Biodiversitate
Situată în ecoregiunea alpină, aria protejată conține 1 habitat natural: Fânețe de joasă altitudine (Alopecurus pratensis, Sanguisorba officinalis).
La baza desemnării sitului se află un număr nedeclarat de specii protejate.